# Mademoiselle Du Parc
Pour les articles homonymes, voir Du Parc et Gorla.
Marquise-Thérèse de Gorla, dite Mlle Du Parc ou Marquise Du Parc, est une comédienne française née en 1633 à Lyon et morte à Paris le 11 décembre 1668. Elle fit partie de la troupe de Molière de 1653 à 1667, avant de passer à l'hôtel de Bourgogne, où elle créa le rôle-titre de la tragédie de Jean Racine Andromaque.

## Biographie
Elle était la fille de Giacomo de Gorla, d'origine italo-suisse, qui était bateleur et bonimenteur de foires (faisant danser sa fille sur son stand) et installé à Lyon à partir de 1635, ayant une troupe de comédiens à son service.
Elle était fort belle, et plusieurs hommes, dont certains célèbres, furent amoureux d’elle au cours de sa brève existence. Il semble qu’elle ait commencé comme danseuse et actrice dans une troupe de campagne, avant de rencontrer à Lyon la troupe de Molière. Le 23 février 1653, elle épouse un de ses comédiens, René Berthelot dit Du Parc, gros jeune homme qui s’était spécialisé dans les rôles de valet. Elle apportait une dot de 3 000 livres. Elle prend alors comme nom de théâtre Mlle Du Parc.
Associée dorénavant, au même titre que son mari, à la famille Béjart, à Molière et au reste de la troupe, elle les suivit dans leurs pérégrinations en province : Pézenas, Béziers, Nîmes, Grenoble, Rouen. C’est là que les deux frères Corneille, Pierre et Thomas, qui habitaient la ville, se livrèrent à une aimable joute poétique autour de la beauté de Mlle Du Parc. Selon la coutume de l’époque, ils lui adressèrent chacun des vers : Pierre, les « Stances à Marquise » (plus tard mises en musique par Georges Brassens sous le titre Marquise) ; Thomas, une élégie de 136 vers, ainsi que, quand la troupe quitta Rouen, des adieux en vers :
Allez, belle Marquise, allez en d’autres lieux
Semer les doux périls qui naissent de vos yeux....
La troupe de Molière étant arrivée à Paris, Mlle Du Parc débuta avec ses compagnons devant le roi et la Cour le 24 octobre 1658, au Louvre, et ensuite devant le public au Petit-Bourbon. À Pâques 1659, Du Parc et sa femme quittèrent Molière, après avoir partagé avec lui pendant plus de 10 ans les tournées de province pour passer dans la troupe du théâtre du Marais qui venait de rouvrir ses portes après deux ans de fermeture. Au même moment, deux acteurs qui avaient fait partie de la troupe du Marais jusqu'en 1657, les frères Bedeau, L'Espy et Jodelet firent leur entrée dans la troupe de Molière. On ignore absolument si les deux événements sont liés, et, dans cette hypothèse, lequel aurait déclenché l'autre. On peut penser que Marquise, à l'étroit dans la troupe de Molière, où Madeleine Béjart et Catherine de Brie lui étaient toujours préférées pour les premiers rôles, avait souhaité la première tenter de se hisser au premier rang des actrices parisiennes en changeant de troupe.
Mais cette expérience au Marais semble avoir été très vite décevante pour le couple, qui dès le mois  d'octobre de la même année passa un contrat avec la troupe de Molière pour officialiser son prochain retour, qui eut lieu, conformément aux usages, durant le relâche de Pâques 1660.
Molière, qui était en train d’écrire Sganarelle ou le Cocu imaginaire, s’empressa de bâtir un rôle de Gros-René pour Du Parc, mais l'on ignore le rôle qui revint à sa femme. Il semble probable que  Catherine de Brie « joua Célie tandis que Madeleine se chargea d’interpréter "la Femme de Sganarelle", laissant "la Suivante" aux bons soins de Marquise du Parc». Elle enchaîna les créations et les reprises jusqu’en fin 1666, sans interruption, excepté pour la naissance de son fils Jean-Baptiste-René. Elle créa même le rôle d’Aglante dans La Princesse d'Élide quelques jours seulement après la mort de son mari. À cause sans doute de sa formation de danseuse, elle excellait également dans les ballets qui accompagnaient souvent les spectacles. Larousse et Lyonnet rapportent tous deux le témoignage suivant : « Elle faisait certaines cabrioles remarquables, car on voyait ses jambes et partie de ses cuisses, par le moyen de sa jupe fendue des deux côtés, avec des bas de soie attachés au haut d’une petite culotte », exercice qui semble avoir marqué ses contemporains.
Toujours reléguée à la troisième place derrière Catherine de Brie et Armande Béjart (Mlle Molière, qui avait succédé dans les premiers rôles féminins à Madeleine depuis 1664), elle finit par obtenir un premier rôle tragique dans Alexandre le Grand, la deuxième pièce de Jean Racine, dont elle était devenue la maîtresse dans les mois qui avaient suivi la mort de Du Parc. Malheureusement pour elle la pièce fut reprise en pleine exclusivité par la troupe rivale de l'hôtel de Bourgogne, provoquant l'effondrement des recettes au Palais-Royal et l'abandon de la pièce — ce qui provoqua une brouille définitive entre Racine et Molière. En juin 1666, à la création du Misanthrope de Molière, elle hérita encore du troisième rôle (celui de la prude Arsinoé). Enfin, à Pâques 1667, Racine finit par obtenir de la troupe de l'hôtel de Bourgogne l'engagement de Marquise (en dépit de la présence dans cette troupe de deux actrices vedettes) pour laquelle il était en train d'écrire le rôle d’Andromaque.
Mlle Du Parc était alors au faîte de sa gloire, adulée par beaucoup, lorsqu’on apprit la nouvelle de sa mort subite le 11 décembre 1668. On sait par le témoignage de Boileau qu'elle mourut en couches rue Quincampoix, probablement d'un avortement, quelques mois seulement après avoir mis au monde une fille qui, selon le fils aîné de Racine, aurait vécu jusqu'à l'âge de sept ou huit ans. Elle fut inhumée à l'église des Carmes des Billettes. Dix ans plus tard, lors de l'affaire des poisons, Racine faillit être inquiété à la suite d'accusations portées contre lui par la Voisin, mais on apprit à la veille de son arrestation que la Du Parc qui était morte empoisonnée quelques années plus tôt était une autre Du Parc que Marquise.

## Quelques-uns de ses rôles
- Hippolyte, fille d’Anselme, dans Le Dépit amoureux le 16 décembre 1656 ;
- Célie, fille de Gorgibus, dans Sganarelle ou le Cocu imaginaire le 28 mai 1660 ;
- La Nuit dans les Amours de Diane et d’Endymion, tragédie de Gilbert
- Done Elvire ou Élise, dans Dom Garcie de Navarre ou le Prince jaloux le 4 février 1661 ;
- Climène dans Les Fâcheux le 17 août 1661 ;
- Climène dans La Critique de l'École des femmes le 1er juin 1663 ;
- Une marquise façonnière dans L'Impromptu de Versailles le 14 octobre 1663 ;
- Dorimène, jeune coquette, dans Le Mariage forcé le 29 janvier 1664 ;
- Aglante, cousine de la princesse, dans La Princesse d'Élide le 8 mai 1664 ;
- Done Elvire, femme de Dom Juan, dans Dom Juan ou le Festin de Pierre le 15 février 1665 ;
- Arsinoë, amie de Célimène, dans Le Misanthrope le 4 juin 1666 ;
- Mélicerte dans Mélicerte le 2 décembre 1666 ;
- Andromaque dans Andromaque de Racine en 1667.

## Postérité
- Marquise, chanson enregistrée par Georges Brassens (1962) : paroles de Pierre Corneille et Tristan Bernard & musique de G. Brassens

Ont tenu le rôle de Melle Du Parc :
- Dans Molière ou la vie d'un honnête homme, film d'Ariane Mnouchkine (1978) : Lucia Bensasson
- Dans Marquise, film de Véra Belmont (1997) : Sophie Marceau
- Dans le film Molière de Laurent Tirard (2007) : Annelise Hesme
- Dans la piece « Jean-Baptiste, Madeleine, Armande et les autres...», création et mise en scène de Julie Deliquet pour la Comédie-française - Salle Richelieu (2022)[13],[14] :  Elsa Lepoivre
- Dans la pièce Le Roman de monsieur de Molière adapté du roman éponyme de Mikhaïl Boulgakov par Louis‑Dominique Lavigne et mise en scène par Lorraine Pintal au Théâtre du Nouveau Monde de Montréal (2022) : Karine Gonthier-Hyndman[15],[16]
- Dans Molière l'opéra urbain, comédie musicale de Dove Attia (2023) : Shaïna Pronzola, récipiendaire du Trophée de la révélation féminine aux Trophées de la comédie musicale 2024 pour sa prestation.